# Hakim Tunggul Naru
Hakim Tunggul Naru is een bestuurslaag in het regentschap Bener Meriah van de provincie Atjeh, Indonesië. Hakim Tunggul Naru telt 464 inwoners (volkstelling 2010).